# Шанхайски световен финансов център
Шанхайският световен финансов център (на китайски: 上海环球金融中心; на английски: Shanghai World Financial Center) е небостъргач в град Шанхай, Китай.
Зданието е завършено през 2008 г. и има височина 492 m. Това го нарежда на трето място по височина в света след Тайпе 101 и на първо място в Континентален Китай (с Хонг Конг). Неофициалното име на небостъргача е „отварачката“.
Строителните работи се изпълняват от японската фирма Mori Building Company, главен проектант е архитектът Дейвид Малот (David Malott) от нюйоркската компания Kohn Pedersen Fox.
В небостъргача има офиси, хотели, конферентни зали, зали за наблюдение, а на приземния етаж има молове. Park Hyatt Shanghai е хотелската част на кулата, която се състои от 174 стаи и апартаменти, намиращи се между 79-ия и 93-тия етаж. Това е вторият най-висок хотел в света, задминавайки Шанхай Гранд Хаят, който се намира между 53-тия и 87-ия етаж в съседния небостъргач Дзин Мао.
На 14 септември 2007 г. небостъргачът достига 492 метра, което го прави втората най-висока сграда в света за тогава и най-високата сграда в континентален Китай. Също така тя се нарежда на първо място по най-висок обитаем етаж и най-висок покрив на сграда – две категории, които са определящи в класацията за най-висока сграда в света. Залата за наблюдение предлага гледка от 474 m над земята. През 2013 г. небостъргачът е задминат по височина от Шанхайската кула, която трябва да бъде завършена през 2014 г.

## История
Проектът на сградата е дело на американската архитектурна фирма Kohn Pedersen Fox. Първият камък на 101-етажната сграда е положен още през 1997 г., но азиатската финансова криза от 1998 г. забавя строителството. През 2003 г. работата отново се преустановява поради промени в проекта от страна на Mori Building Company (увеличена е височината на зданието до 492 m и броят на етажите до 101, от първоначалните 460 и 94 съответно). Строежът на кулата е финансиран от няколко мултинационални компании от Китай, Япония и Хонг Конг с участието на американски и европейски инвеститори. Morgan Stanley е инвестиционната банка по проекта.

### Строеж
Основата на кулата е положена на 27 август 1997 г. В края на 1990-те години строителната корпорация „Pierre de Smet“ претърпява финансов срив заради азиатската финансова криза от 1997-1998 г., която оставя проекта в застой, след като са налети основите. На 13 февруари 2003 г. „Mori Group“ увеличава височината на сградата до 492 m или 101 етажа от първоначално заплануваните 460 m или 94 етажа. Новата сграда използва основите на първоначално заплануваната, като строежът е възобновен на 16 ноември 2003 г.
На 14 август 2007 г. избухва пожар в незавършения център. Огънят е забелязан на 40-ия етаж около 16:30 местно време, а малко след това димът се виждал ясно извън сградата. До 17:45 огънят е изгасен. Повредите били леки и никой не е пострадал по време на инцидента. Причината за пожара е все още неизвестна, но според някои източници първоначалното разследване предполага, че пожарът е започнал от някои от електрожените на работниците.
Сградата достига цялата си височина от 492 m на 14 септември 2007 г., след като е поставен последният стоманен трегер. Последните облицовъчни панели са поставени в средата на юни 2008 г., а асансьорите са завършени в средата на юли. Шанхайският световен финансов център е завършен на 17 юли 2008 г., а официално е открит на 28 август същата година. На 30 август 2008 г. етажите за наблюдение на гледката са отворени за широката публика.